# 10.ª etapa da Volta a Espanha de 2021
A 10.ª etapa da Volta a Espanha de 2021 teve lugar a 24 de agosto de 2021 entre Roquetas de Mar e Rincón de la Victoria sobre um percurso de 189 km e foi vencida pelo australiano Michael Storer da equipa DSM. O norueguês Odd Christian Eiking da equipa Intermarché-Wanty-Gobert Matériaux converteu-se no novo líder da prova.

## Classificação da etapa
| Roquetas de Mar - Rincón de la Victoria | etapa escarpada | (189 km) |

| \| Classificação por etapas \| Classificação por etapas \| Classificação por etapas \| Classificação por etapas \| Classificação por etapas \| \| Ciclista \| Ciclista \| Equipe \| Tempo \| \| \| ------------------------ \| ------------------------ \| ---------------------------------- \| ------------------------ \| ------------------------ \| \| 1. \| Michael Storer \| Team DSM \| 4h09m21s \| \| \| 2. \| Mauri Vansevenant \| Deceuninck-Quick Step \| + 22s \| \| \| 3. \| Clément Champoussin \| AG2R Citroën Team \| + 22s \| \| \| 4. \| Dylan van Baarle \| Ineos Grenadiers \| + 22s \| \| \| 5. \| Odd Christian Eiking \| Intermarché-Wanty-Gobert Matériaux \| + 22s \| \| \| 6. \| Jhonatan Narváez \| Ineos Grenadiers \| + 51s \| \| \| 7. \| Nick Schultz \| BikeExchange \| + 51s \| \| \| 8. \| Geoffrey Bouchard \| AG2R Citroën Team \| + 51s \| \| \| 9. \| Lilian Calmejane \| AG2R Citroën Team \| + 51s \| \| \| 10. \| Kenny Elissonde \| Trek-Segafredo \| + 51s \| \| |                      |                                    |          |
| |                      |                                    |          |
| Fonte: ProCyclingStats |                      |                                    |          |
| Classificação por etapas |                      |                                    |          |
| Ciclista | Ciclista             | Equipe                             | Tempo    |
| 1. | Michael Storer       | Team DSM                           | 4h09m21s |
| 2. | Mauri Vansevenant    | Deceuninck-Quick Step              | + 22s    |
| 3. | Clément Champoussin  | AG2R Citroën Team                  | + 22s    |
| 4. | Dylan van Baarle     | Ineos Grenadiers                   | + 22s    |
| 5. | Odd Christian Eiking | Intermarché-Wanty-Gobert Matériaux | + 22s    |
| 6. | Jhonatan Narváez     | Ineos Grenadiers                   | + 51s    |
| 7. | Nick Schultz         | BikeExchange                       | + 51s    |
| 8. | Geoffrey Bouchard    | AG2R Citroën Team                  | + 51s    |
| 9. | Lilian Calmejane     | AG2R Citroën Team                  | + 51s    |
| 10. | Kenny Elissonde      | Trek-Segafredo                     | + 51s    |

## Classificações ao final da etapa

### Classificação geral
| \| Classificação geral \| Classificação geral \| Classificação geral \| Classificação geral \| Classificação geral \| \| Ciclista \| Ciclista \| Equipe \| Tempo \| \| \| ------------------- \| -------------------- \| ---------------------------------- \| ------------------- \| ------------------- \| \| 1. \| Odd Christian Eiking \| Intermarché-Wanty-Gobert Matériaux \| 38h37m46s \| \| \| 2. \| Guillaume Martin \| Cofidis \| + 58s \| \| \| 3. \| Primož Roglič \| Jumbo-Visma \| + 2m17s \| \| \| 4. \| Enric Mas \| Movistar Team \| + 2m45s \| \| \| 5. \| Miguel Ángel López \| Movistar Team \| + 3m38s \| \| \| 6. \| Jack Haig \| Bahrain Victorious \| + 3m59s \| \| \| 7. \| Egan Bernal \| Ineos Grenadiers \| + 4m46s \| \| \| 8. \| Sepp Kuss \| Jumbo-Visma \| + 4m57s \| \| \| 9. \| Adam Yates \| Ineos Grenadiers \| + 5m01s \| \| \| 10. \| Felix Großschartner \| Bora-Hansgrohe \| + 5m42s \| \| |                      |                                    |           |
| |                      |                                    |           |
| Fonte: ProCyclingStats |                      |                                    |           |
| Classificação geral |                      |                                    |           |
| Ciclista | Ciclista             | Equipe                             | Tempo     |
| 1. | Odd Christian Eiking | Intermarché-Wanty-Gobert Matériaux | 38h37m46s |
| 2. | Guillaume Martin     | Cofidis                            | + 58s     |
| 3. | Primož Roglič        | Jumbo-Visma                        | + 2m17s   |
| 4. | Enric Mas            | Movistar Team                      | + 2m45s   |
| 5. | Miguel Ángel López   | Movistar Team                      | + 3m38s   |
| 6. | Jack Haig            | Bahrain Victorious                 | + 3m59s   |
| 7. | Egan Bernal          | Ineos Grenadiers                   | + 4m46s   |
| 8. | Sepp Kuss            | Jumbo-Visma                        | + 4m57s   |
| 9. | Adam Yates           | Ineos Grenadiers                   | + 5m01s   |
| 10. | Felix Großschartner  | Bora-Hansgrohe                     | + 5m42s   |

### Classificação por pontos
| Classificação por pontos | Classificação por pontos | Classificação por pontos | Classificação por pontos | Classificação por pontos |
| Ciclista                 | Ciclista                 | Equipe                   | Pontos                   |                          |
| ------------------------ | ------------------------ | ------------------------ | ------------------------ | ------------------------ |
| 1.                       | Fabio Jakobsen           | Deceuninck-Quick Step    | 180 pts                  |                          |
| 2.                       | Jasper Philipsen         | Alpecin-Fenix            | 164 pts                  |                          |
| 3.                       | Arnaud Démare            | Groupama-FDJ             | 74 pts                   |                          |
| 4.                       | Alberto Dainese          | Team DSM                 | 73 pts                   |                          |
| 5.                       | Primož Roglič            | Jumbo-Visma              | 71 pts                   |                          |
| 6.                       | Michael Matthews         | BikeExchange             | 70 pts                   |                          |
| 7.                       | Magnus Cort              | EF Education-Nippo       | 67 pts                   |                          |
| 8.                       | Lilian Calmejane         | AG2R Citroën Team        | 59 pts                   |                          |
| 9.                       | Matteo Trentin           | UAE Team Emirates        | 54 pts                   |                          |
| 10.                      | Alex Aranburu            | Astana-Premier Tech      | 52 pts                   |                          |

### Classificação da montanha
| Classificação da montanha | Classificação da montanha | Classificação da montanha          | Classificação da montanha | Classificação da montanha |
| Ciclista                  | Ciclista                  | Equipe                             | Pontos                    |                           |
| ------------------------- | ------------------------- | ---------------------------------- | ------------------------- | ------------------------- |
| 1.                        | Damiano Caruso            | Bahrain Victorious                 | 28 pts                    |                           |
| 2.                        | Romain Bardet             | Team DSM                           | 22 pts                    |                           |
| 3.                        | Michael Storer            | Team DSM                           | 17 pts                    |                           |
| 4.                        | Pavel Sivakov             | Ineos Grenadiers                   | 16 pts                    |                           |
| 5.                        | Jack Haig                 | Bahrain Victorious                 | 15 pts                    |                           |
| 6.                        | Primož Roglič             | Jumbo-Visma                        | 12 pts                    |                           |
| 7.                        | Kenny Elissonde           | Trek-Segafredo                     | 11 pts                    |                           |
| 8.                        | Rein Taaramäe             | Intermarché-Wanty-Gobert Matériaux | 10 pts                    |                           |
| 9.                        | Sepp Kuss                 | Jumbo-Visma                        | 9 pts                     |                           |
| 10.                       | Enric Mas                 | Movistar Team                      | 7 pts                     |                           |

### Classificação dos jovens
| Classificação dos jovens | Classificação dos jovens | Classificação dos jovens | Classificação dos jovens | Classificação dos jovens |
| Ciclista                 | Ciclista                 | Equipe                   | Tempo                    |                          |
| ------------------------ | ------------------------ | ------------------------ | ------------------------ | ------------------------ |
| 1.                       | Egan Bernal              | Ineos Grenadiers         | 38h42m32s                |                          |
| 2.                       | Aleksandr Vlasov         | Astana-Premier Tech      | + 1m26s                  |                          |
| 3.                       | Gino Mäder               | Bahrain Victorious       | + 2m08s                  |                          |
| 4.                       | Juan Pedro López         | Trek-Segafredo           | + 4m37s                  |                          |
| 5.                       | Rémy Rochas              | Cofidis                  | + 16m54s                 |                          |
| 6.                       | Clément Champoussin      | AG2R Citroën Team        | + 19m10s                 |                          |
| 7.                       | Michael Storer           | Team DSM                 | + 29m31s                 |                          |
| 8.                       | Steff Cras               | Lotto-Soudal             | + 31m54s                 |                          |
| 9.                       | Mark Padun               | Bahrain Victorious       | + 37m09s                 |                          |
| 10.                      | Pavel Sivakov            | Ineos Grenadiers         | + 38m29s                 |                          |

### Classificação por equipas
| Classificação por equipes | Classificação por equipes          | Classificação por equipes | Classificação por equipes |
| Equipe                    | Equipe                             | Tempo                     |                           |
| ------------------------- | ---------------------------------- | ------------------------- | ------------------------- |
| 1.                        | Ineos Grenadiers                   | 115h49m03s                |                           |
| 2.                        | UAE Team Emirates                  | + 11m31s                  |                           |
| 3.                        | Movistar Team                      | + 15m47s                  |                           |
| 4.                        | Bahrain Victorious                 | + 16m00s                  |                           |
| 5.                        | Jumbo-Visma                        | + 21m59s                  |                           |
| 6.                        | Trek-Segafredo                     | + 28m50s                  |                           |
| 7.                        | Intermarché-Wanty-Gobert Matériaux | + 40m22s                  |                           |
| 8.                        | AG2R Citroën Team                  | + 43m15s                  |                           |
| 9.                        | Astana-Premier Tech                | + 47m49s                  |                           |
| 10.                       | Team DSM                           | + 50m02s                  |                           |

## Abandonos
Nenhum.